# NGC 7762
NGC 7762 (другое обозначение — OCL 280) — рассеянное скопление в созвездии Цефей.
Этот объект входит в число перечисленных в оригинальной редакции «Нового общего каталога».